# AGPAT5
AGPAT5 (англ. 1-acylglycerol-3-phosphate O-acyltransferase 5) – білок, який кодується однойменним геном, розташованим у людей на короткому плечі 8-ї хромосоми. Довжина поліпептидного ланцюга білка становить 364 амінокислот, а молекулярна маса — 42 072.
| 10         |  | 20         |  | 30         |  | 40         |  | 50         |
| ---------- |  | ---------- |  | ---------- |  | ---------- |  | ---------- |
| MLLSLVLHTY |  | SMRYLLPSVV |  | LLGTAPTYVL |  | AWGVWRLLSA |  | FLPARFYQAL |
| DDRLYCVYQS |  | MVLFFFENYT |  | GVQILLYGDL |  | PKNKENIIYL |  | ANHQSTVDWI |
| VADILAIRQN |  | ALGHVRYVLK |  | EGLKWLPLYG |  | CYFAQHGGIY |  | VKRSAKFNEK |
| EMRNKLQSYV |  | DAGTPMYLVI |  | FPEGTRYNPE |  | QTKVLSASQA |  | FAAQRGLAVL |
| KHVLTPRIKA |  | THVAFDCMKN |  | YLDAIYDVTV |  | VYEGKDDGGQ |  | RRESPTMTEF |
| LCKECPKIHI |  | HIDRIDKKDV |  | PEEQEHMRRW |  | LHERFEIKDK |  | MLIEFYESPD |
| PERRKRFPGK |  | SVNSKLSIKK |  | TLPSMLILSG |  | LTAGMLMTDA |  | GRKLYVNTWI |
| YGTLLGCLWV |  | TIKA       |  |            |  |            |  |            |

A: Аланін

C: Цистеїн

D: Аспарагінова кислота

E: Глутамінова кислота

F: Фенілаланін

G: Гліцин

H: Гістидин

I: Ізолейцин

K: Лізин

L: Лейцин

M: Метіонін

N: Аспарагін

P: Пролін

Q: Глутамін

R: Аргінін

S: Серин

T: Треонін

V: Валін

W: Триптофан

Кодований геном білок за функціями належить до трансфераз, ацилтрансфераз. 
Задіяний у таких біологічних процесах, як метаболізм ліпідів, біосинтез ліпідів. 
Локалізований у ядрі, мембрані, мітохондрії, ендоплазматичному ретикулумі.